# Kostel svatého Vavřince (Náchod)
Kostel svatého Vavřince v Náchodě je římskokatolický farní kostel náchodské farnosti-děkanství. Původně gotická stavba ze 14. století stojí uprostřed náchodského Masarykova náměstí a je chráněn jako kulturní památka. Jako farní je výslovně připomínán roku 1355. Kostel je jedním z mála v Čechách, kolem kterého nikdy nevznikl hřbitov, ten byl a je u původního kostela sv. Jana Křtitele na Starém Městě.

## Historie
Kostel byl pravděpodobně vystavěn kolem roku 1310. 
Roku 1441 kostel při dobývání města Slezany vyhořel. 
Roku 1570 se po požáru zřítil dřevěný strop lodi a kruchta. V letech 1570-1578 byla italským stavitelem Baltazarem zaklenuta chrámová loď, na kamenných sloupech postaven kůr a dlouhá oratoř se schodištěm z náměstí. 
Při požáru celého města roku 1663 shořel i kostel, po požáru byly obě věže sníženy, odstraněny římsy a byly opatřeny dnešní dřevěnou nástavbou. 
Poslední větší stavební změny na věžích byly provedeny v 18. století.

## Zvony
Největší zvon se jmenuje sv. Maria. Byl ulit náchodským zvonařem Martinem Šretrem v roce 1664 po požáru města. Požár vznikl údajně v židovské ulici, což se odrazilo i na hanlivém nápisu na zvonu.

## Architektura

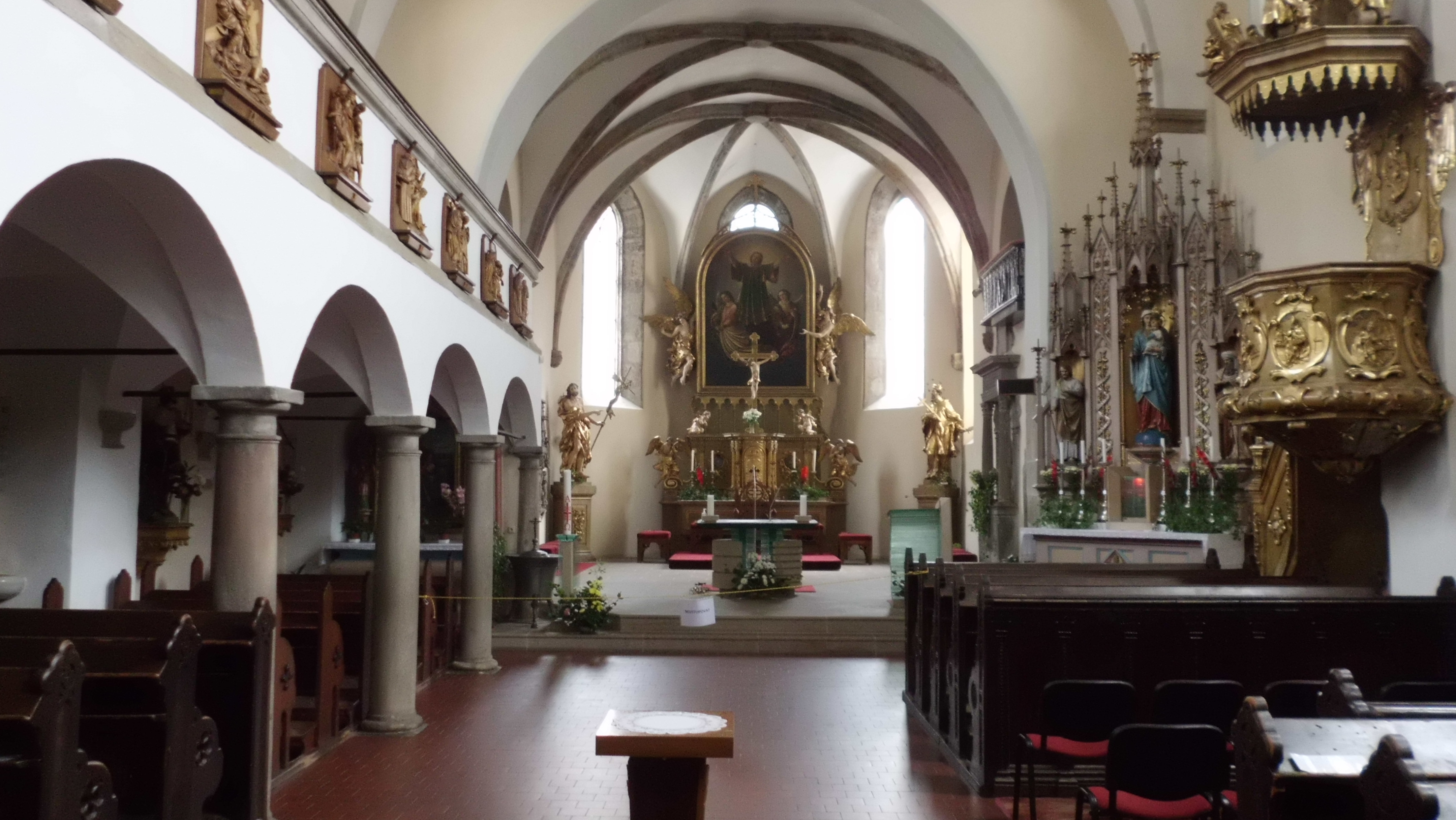
Interiér kostela

Kostel je jednolodní, původně gotický, přestavěný v 16. století. Nejstarší částí stavby je presbytář s pěti stranami a čtyřmi opěráky, z nichž dva byly později částečně zazděny ve věžích. Loď je vyšší než presbytář, bez opěráků a s hrotitými gotickými okny. Zastřešena je vysokou sedlovou střechou a sklenuta je křížovou renesanční klenbou. K presbytáři přiléhají dvě nestejné věže, vysoké kolem 40 metrů, lidově zvané Adam a Eva. Severní Adam je o něco nižší, vzdálenější lodi a v přízemí má sakristii.

## Interiér
Vpředu lodi kostela jsou dva oltáře, vlevo oltář sv. Anny od červenokosteleckého malíře Gustava Vacka, vpravo oltář Panny Marie. Kazatelna je z roku 1791, původní byla přenesena do kostela sv. Jana Křtitele ve Starém Městě. Křížová cesta z roku 1953 je od Břetislava Kafky.

## Bohoslužby
| Den                                              | Hodina                                  |
| ------------------------------------------------ | --------------------------------------- |
| pondělí úterý středa čtvrtek pátek sobota neděle | 7.00 18.00 16.00 7.00 18.00 7.30 a 9.00 |

## Galerie

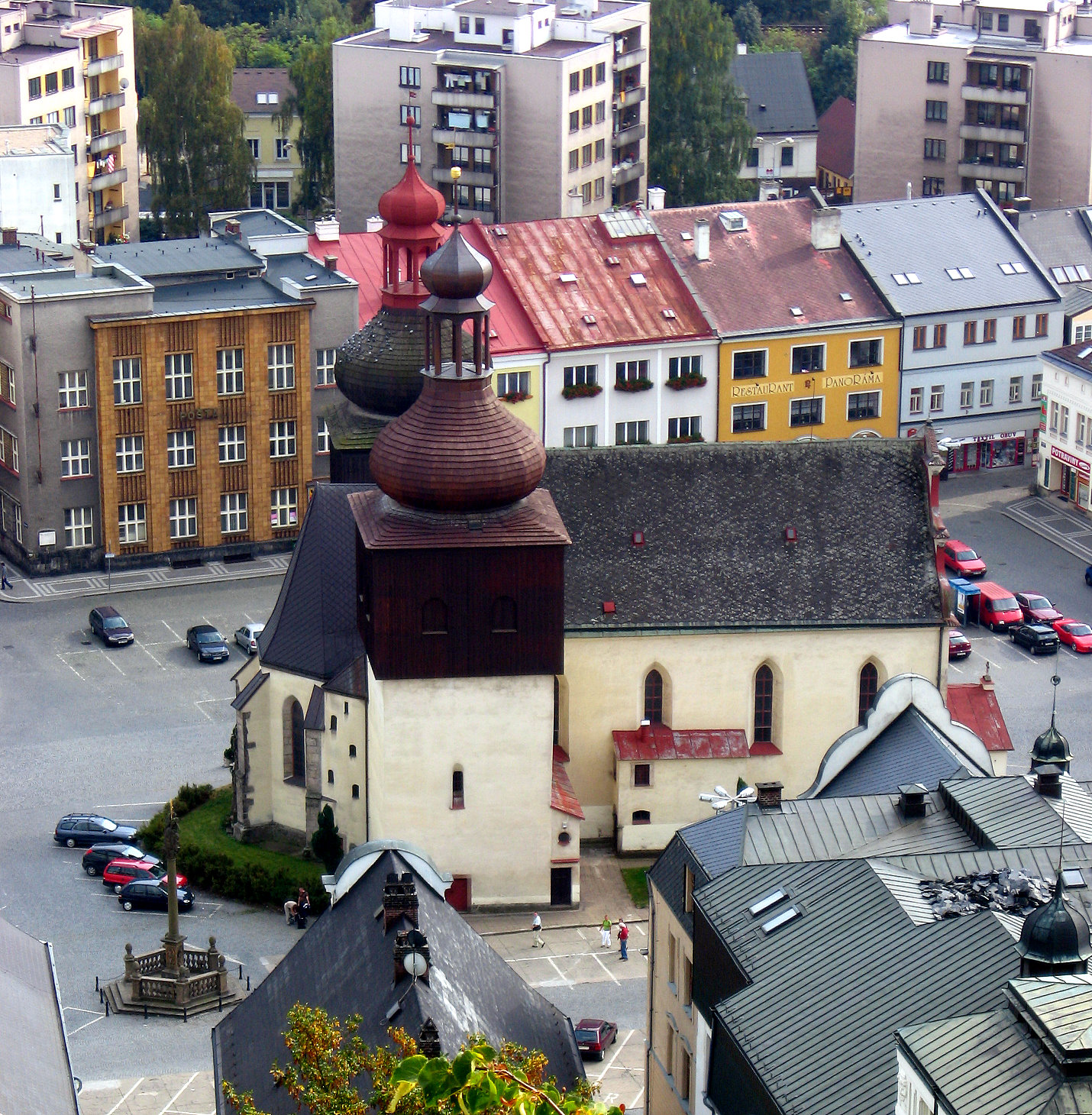
Pohled od severu ze zámeckého vrchu
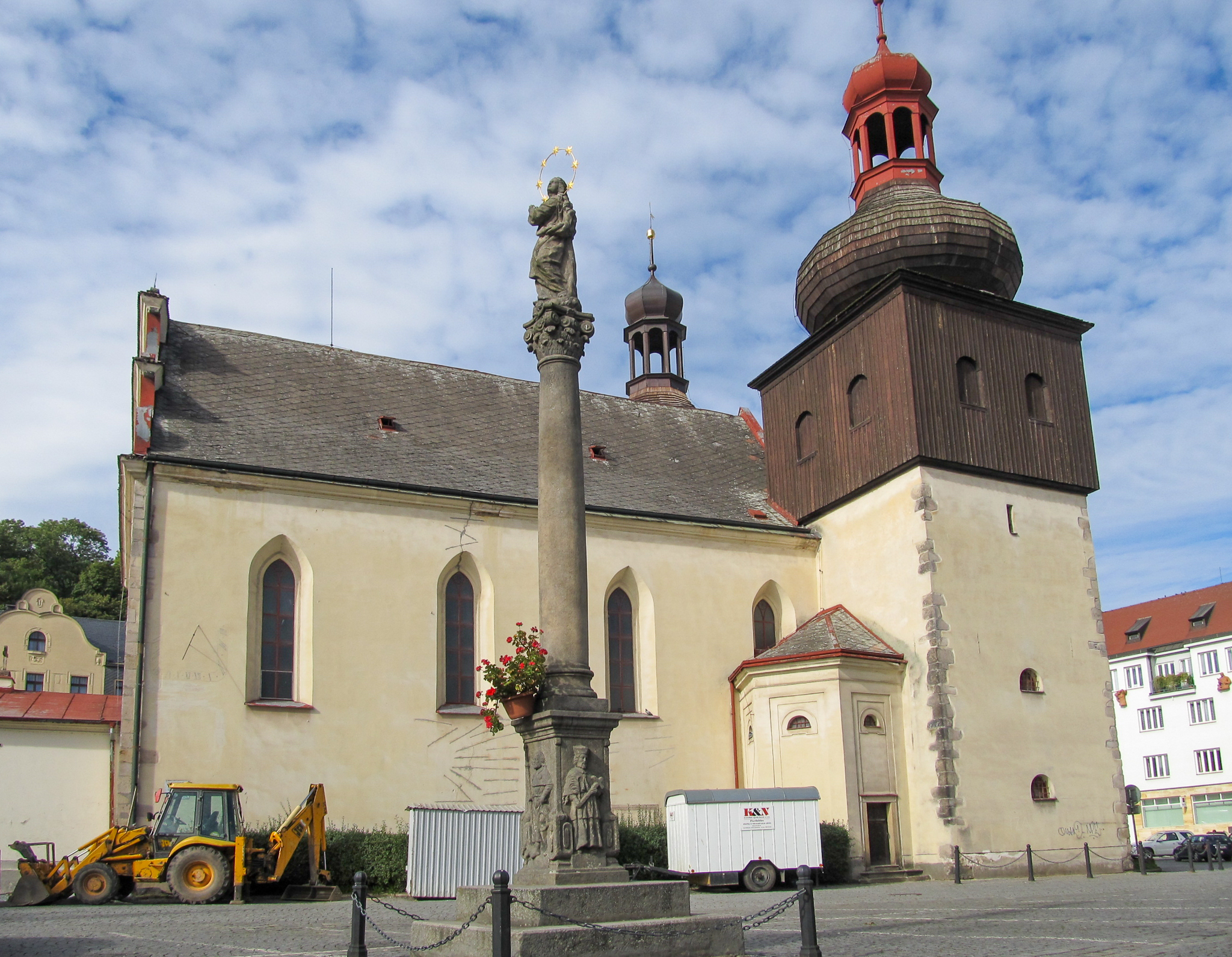
Sloup se sochou Panny Marie u kostela
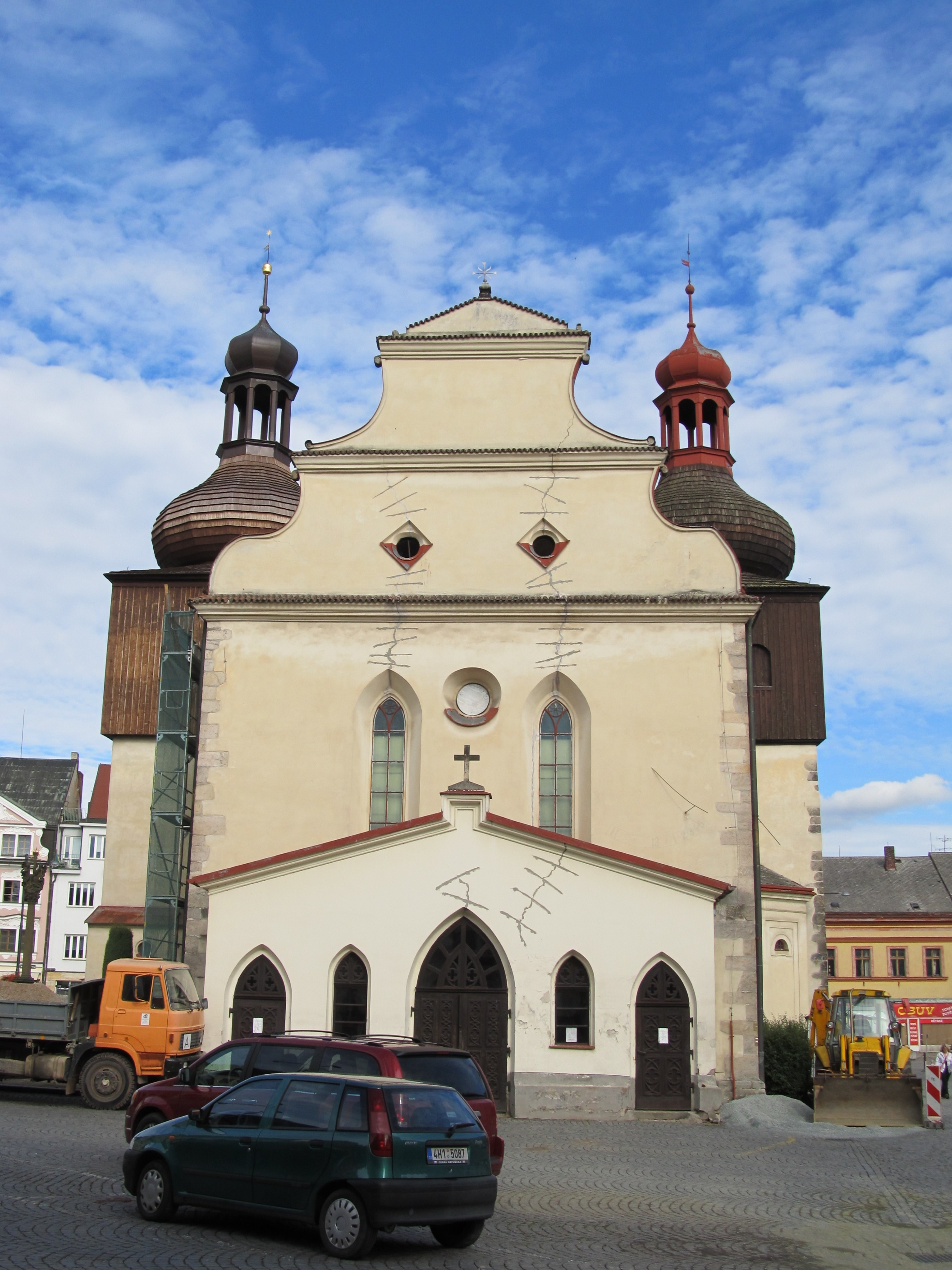
Západní strana
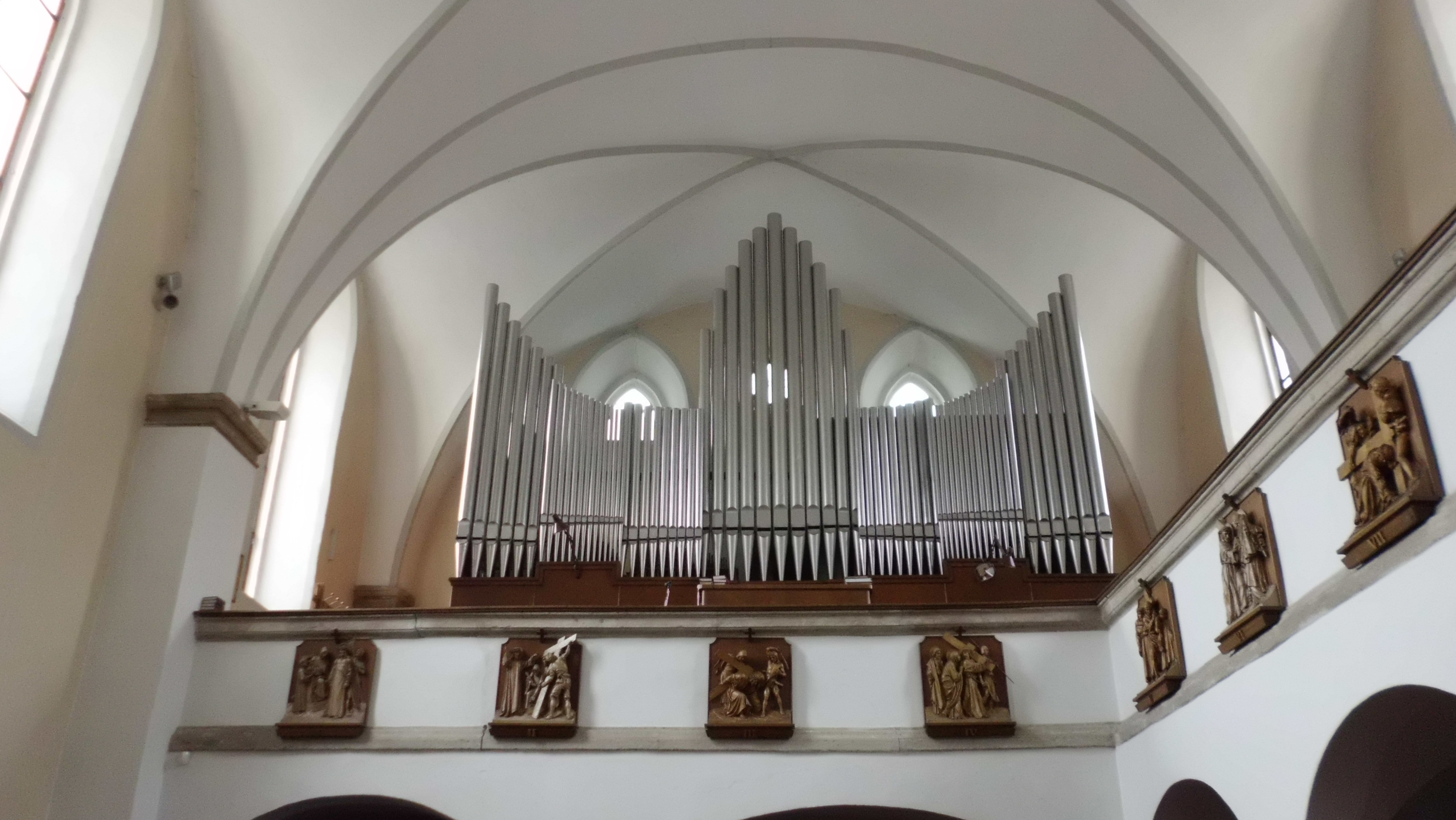
Varhany
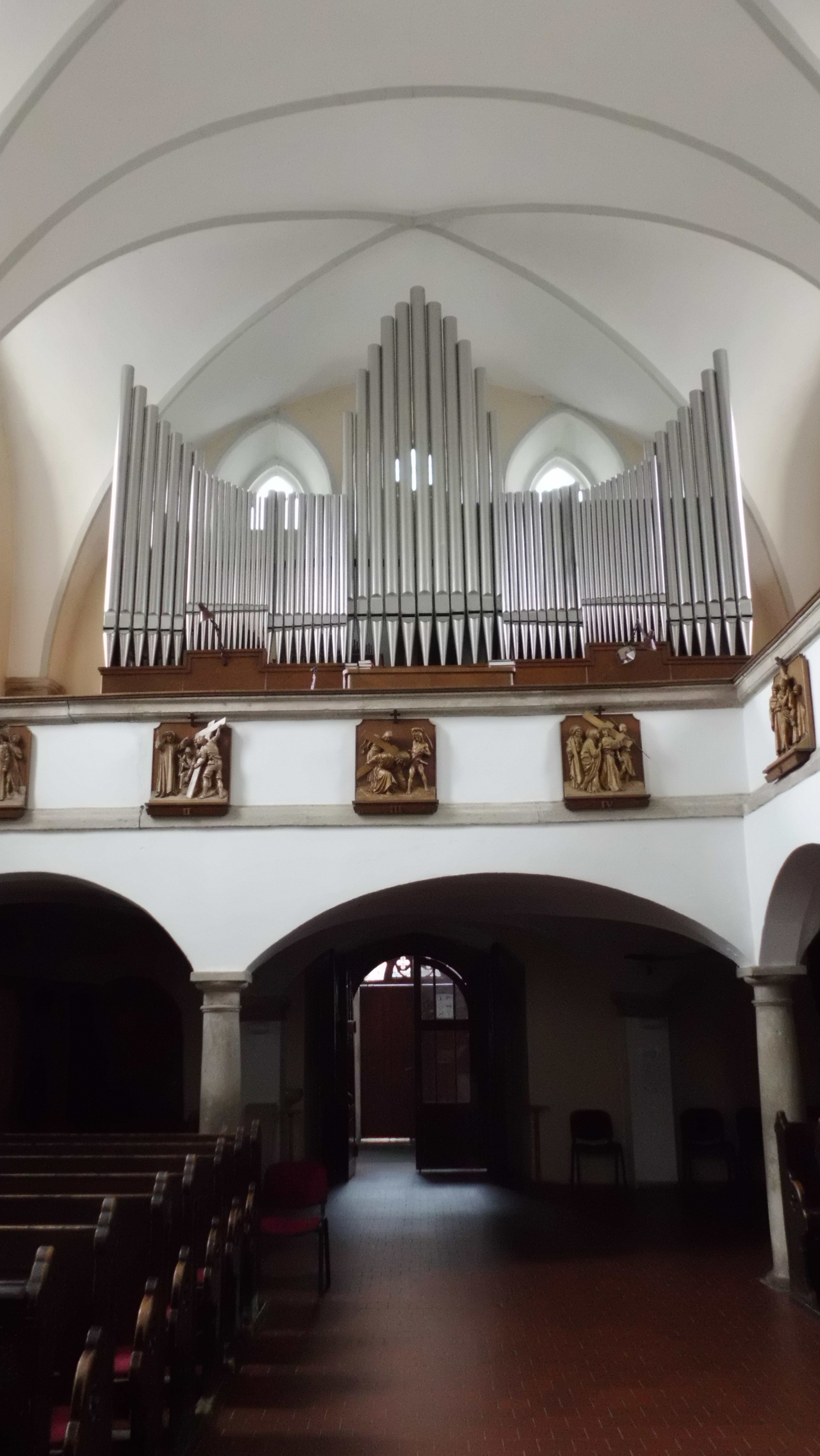
Varhany